# 何塞·曼努埃爾·莫雷諾 (足球運動員)
何塞·曼努埃爾·莫雷諾（Jose Manuel Moreno，1916年8月3日—1978年8月26日）是一名阿根廷男子足球員，生於阿根廷布宜諾斯艾利斯，司職右内鋒、二前鋒及右前衛。他是有史以來第一個在四個國家獲得甲級聯賽冠軍的足球運動員。
他被許多人視為一個完美的球員也是足球早期的傑出人物，他是有史以來最偉大的球員之一。 1999年，他被列為20世紀最佳南美球員第五名，僅排在著名球員貝利、馬拉多納、斯蒂法諾及加林查後一名。而且根據IFFHS的民意調查，他躋身世界25名最佳球員之列。他也被譽為河床俱樂部隊史第一人。他以出色的球技、在瑒上出色的視覺而聞名。同時，莫雷諾也以醉酒吸煙等行為及經常罷訓而出名。

## 早年
何塞·曼努埃爾·莫雷諾·費爾南德斯出生於1916年，在離家不遠的布宜諾斯艾利斯郊區拉博卡首次接觸到了足球，然後當時的莫雷諾加入了河床俱樂部青年隊。根據當時報紙的報道，莫雷諾非常厲害，並擁有出色的球技，他在12年裏的兩次河床俱樂部球員生涯共打進了156球，就反映了報紙的報道。

## 球員生涯
莫雷諾是當時河床俱樂部的核心主力，於1936年至1942年期間共贏得了四次全國聯賽冠軍。

## 國家隊
莫雷諾的球技使他很快就被阿根廷國家隊徵召。儘管因為第二次世界大戰的原因使世界盃取消舉辦，但莫雷諾於美洲盃中有著非常出色的表現。他於1941年及1947年兩次贏得美洲盃。

## 榮譽
團隊榮譽
河床俱樂部
- 阿根廷甲級聯賽冠军：1936年、1937年、1941年、1942年、1947年
- 裡卡多·阿爾達奧杯(Ricardo Aldao Cup)：1936年、1937年、1941年、1947年
- 伊巴古倫杯(The Copa Dr. Carlos Ibarguren)：1937年、1941年、1942年
- 阿德裡安杯(The Copa Adrián C. Escobar)：1941年

西班牙皇家俱樂部
- 墨西哥超級足球聯賽冠軍：1944-45

天主教大學俱樂部
- 智利甲組足球聯賽冠军：1949年

麥德林獨立
- 哥倫比亞超級足球聯賽冠军：1955年、1957年

阿根廷國家足球隊
- 美洲國家盃冠军：1941年、1947年

個人榮譽
- IFFHS阿根廷所有時代夢之隊（B隊）：2021[2]
- 1949年智利最佳球員
- “Premio Konex de Platino”1980年[3]
- 1999年，他被IFFHS選為20世紀世界最佳球員25名之一。 他還排名南美洲第五，阿根廷排名第三，僅次於迭戈·馬拉多納和阿爾弗雷多·迪·斯特凡諾。[2]